# ایزابل دو والوآ
ایزابلا فرانسوی (۱ اکتبر ۱۳۴۸–۱۱ سپتامبر ۱۳۷۲) شاهدخت فرانسوی و عضو دودمان والوآ و همچنین همسر جیان گالئاتزو ویسکونتی اشراف‌زاده ایتالیایی بود که پس از مرگ ایزابلا، دوک میلان شد.

## زندگی‌نامه
ایزابلا که در شاتو پارک ونسن به دنیا آمد، کوچک‌ترین دختر ژان دوم، پادشاه فرانسه  از همسر اولش، بونه بوهم بود. او خواهر شارل پنجم، پادشاه فرانسه بود.
عموی مادری‌اش آمادئوس ششم، کنت ساوی ازدواج او را با جیان گالیاتزو ویسکونتی دوک میلان ترتیب داد. ایزابلا به عنوان جهیزیه خود، کنت‌نشین Sommières را دریافت کرد که بعداً با کنت‌نشین Vertus مبادله شد. در ۸ اکتبر ۱۳۶۰، ایزابلا و جیان گالیاتزو ویسکونتی در میلان با هم ازدواج کردند و شش ماه بعد، در آوریل ۱۳۶۱، او را کنتس مستقل ورتوس اعلام کردند. پس از ازدواج، ایزابلا مجموعه کتاب‌های فرانسوی خود را به میلان آورد. هنگامی که دخترش، والنتینا، برای ازدواجش به فرانسه سفر کرد، دوازده کتاب با اصل ایتالیایی آورد. این زوج چهار فرزند داشتند:
- جیان گالیاتزو، متولد ۱۳۶۶.
- آزون، ۱۳۶۸–۱۳۸۰.
- والنتینا (متولد پاویا، ۱۳۷۱ - متوفی، ۱۴ دسامبر ۱۴۰۸)، در ۱۷ اوت ۱۳۸۹ با لوئی، دوک اورلئان پسر شارل پنجم ازدواج کرد.[۳]
- کارلو، متولد ۱۳۷۲.

فقط والنتینا تا بزرگسالی زندگی کرد. ایزابلا در هنگام به دنیا آوردن کارلو در پاویا در سال ۱۳۷۲، درگذشت و در کلیسای سن فرانچسکو پاویا به خاک سپرده شد.